# Nervus ilioinguinalis

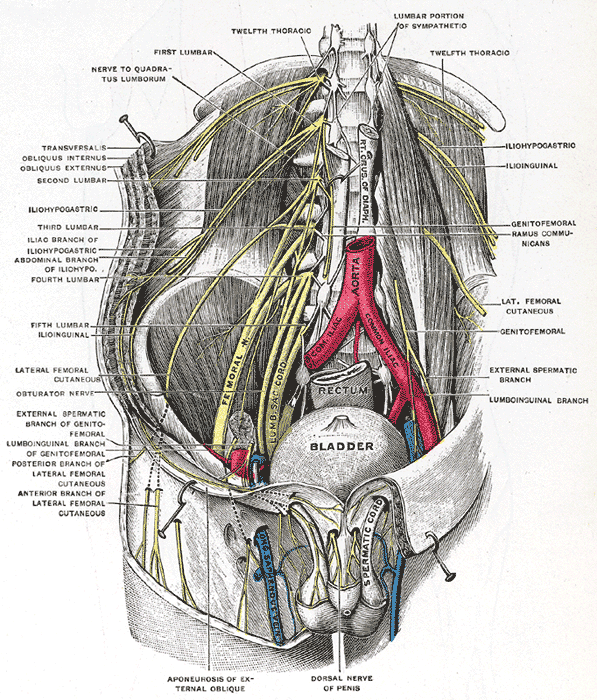
Nerven der Bauchwand des Menschen

Der Nervus ilioinguinalis ist ein Nerv, der dem Lendenteil (Plexus lumbalis) des Lenden-Kreuz-Geflechts (Plexus lumbosacralis) entspringt. Er innerviert Teile der Bauchmuskulatur sowie die Haut des Hodensacks bzw. der Schamlippen.

## Verlauf
Der Nerv zieht zunächst rückenwärts des Musculus psoas major auf dem Musculus quadratus lumborum.  Etwas kopfwärts der Crista iliaca durchbohrt er den Musculus transversus abdominis und zieht dann zwischen diesem Muskel und dem Musculus obliquus internus abdominis nach bauchwärts. Wie der Nervus iliohypogastricus zieht er parallel zum Ligamentum inguinale, allerdings innerhalb des Leistenkanals zur Mitte hin (medial).

## Versorgungsgebiet
Mit seinen motorischen Ästen (Rami musculares) versorgt er die beckenseitigen Anteile des Musculus transversus abdominis und des Musculus obliquus internus abdominis.
Mit den vorderen Hodensacknerven (Nervi scrotales anteriores) versorgt er beim Mann die Haut am Bauch und des Hodensacks (Scrotum). Die entsprechenden Nervenäste bei der Frau werden vordere Schamlippennerven (Nervi labiales anteriores) genannt und versorgen die großen Schamlippen (Labia majora pudendi). Diese sensiblen Äste versorgen ebenfalls die Haut am Unterbauch.

## Klinik
Durch seine enge topographische Beziehung zu den Nieren kann es bei Operationen an diesem Organ zu einer Schädigung des Nervens kommen. Reizungen des Nervus ilioinguinalis im Bereich der Leiste können in die Nierengegend ausstrahlen.